# Сили Борна
Сили Борна (англ. Born forces)
У кристалохімії — сили відштовхування між реальними йонами в кристалічній ґратці. Енергія відштовхування (ΔUrep) визначається за рівнянням:
ΔUrep = NAB r – n,
де NA — число Авогадро, B — коефіцієнт відштовхування, r — віддаль, n — експонент Борна.